# Gare de Shin-Takaoka
La gare de Shin-Takaoka (新高岡駅, Shin-Takaoka-eki) est une gare ferroviaire située à Takaoka, dans la préfecture de Toyama au Japon. Elle est exploitée par la West Japan Railway Company (JR West).

## Situation ferroviaire
Gare d'échange, la gare de Shin-Takaoka est située au point kilométrique (PK) 305,8 de la ligne Shinkansen Hokuriku et au PK 1,5 de la ligne Jōhana.

## Histoire
La gare de Shin-Takaoka a été inaugurée le 14 mars 2015 pour le prolongement de la ligne Shinkansen Hokuriku.

## Service des voyageurs

### Accueil
La gare dispose d'un bâtiment voyageurs, avec guichets, ouvert tous les jours de 5h50 à 23h30.

### Desserte
- voie 1 : Ligne Shinkansen Hokuriku pour Toyama, Nagano et Tokyo
- voie 2 : Ligne Shinkansen Hokuriku pour Kanazawa et Tsuruga
- Ligne Jōhana pour Takaoka ou Jōhana